# Fed Cup 2013 Spareggi Gruppo Mondiale II
Gli spareggi per il Gruppo Mondiale II 2013 sono gli spareggi che collegano il Gruppo Mondiale II e i gruppi zonali (rispettivamente il secondo e terzo livello di competizione) della Fed Cup 2013.
Le 4 squadre sconfitte nel Gruppo Mondiale II disputano i play-off contro le 4 squadre qualificate dai rispettivi gruppi zonali. Le vincitrici vengono incluse nel Gruppo Mondiale II della successiva edizione, le sconfitte vengono retrocesse nei gruppi zonali.

## Accoppiamenti
Le partite si sono disputate il 20 e il 21 aprile 2013.
- Belgio vs  Polonia
- Francia vs  Kazakistan
- Argentina vs  Gran Bretagna
- Ucraina vs  Canada

### Belgio vs. Polonia
| Belgio 1 | Tennisclub Koksijde, Koksijde, Belgio 20-21 aprile 2013 Cemento (indoor) | Tennisclub Koksijde, Koksijde, Belgio 20-21 aprile 2013 Cemento (indoor)  | Polonia 4 |     |          |  |
| \| \| \| \| 1 \| 2 \| 3 \| \| \| - \| \| ------------------------------------------------------------------------- \| --- \| --- \| -------- \| \| \| 1 \| \| Alison van Uytvanck Agnieszka Radwańska \| 2 6 \| 4 6 \| \| \| \| 2 \| \| Kirsten Flipkens Urszula Radwańska \| 6 4 \| 6 3 \| \| \| \| 3 \| \| Kirsten Flipkens Agnieszka Radwańska \| 6 4 \| 1 6 \| 2 6 \| \| \| 4 \| \| Alison van Uytvanck Urszula Radwańska \| 1 6 \| 4 6 \| \| \| \| 5 \| \| Ysaline Bonaventure / An-Sophie Mestach Alicja Rosolska / Katarzyna Piter \| 3 6 \| 6 4 \| [7] [10] \| \| |                                                                          |                                                                           |           |     |          |  |
| |                                                                          |                                                                           | 1         | 2   | 3        |  |
| 1 | Belgio (bandiera) · Polonia (bandiera)                                   | Alison van Uytvanck Agnieszka Radwańska                                   | 2 6       | 4 6 |          |  |
| 2 | Belgio (bandiera) · Polonia (bandiera)                                   | Kirsten Flipkens Urszula Radwańska                                        | 6 4       | 6 3 |          |  |
| 3 | Belgio (bandiera) · Polonia (bandiera)                                   | Kirsten Flipkens Agnieszka Radwańska                                      | 6 4       | 1 6 | 2 6      |  |
| 4 | Belgio (bandiera) · Polonia (bandiera)                                   | Alison van Uytvanck Urszula Radwańska                                     | 1 6       | 4 6 |          |  |
| 5 | Belgio (bandiera) · Polonia (bandiera)                                   | Ysaline Bonaventure / An-Sophie Mestach Alicja Rosolska / Katarzyna Piter | 3 6       | 6 4 | [7] [10] |  |

### Francia vs. Kazakistan
| Francia 4 | Palais des Sports de Besançon, Besançon, Francia 20-21 aprile 2013 Cemento (indoor) | Palais des Sports de Besançon, Besançon, Francia 20-21 aprile 2013 Cemento (indoor) | Kazakistan 1 |     |     |  |
| \| \| \| \| 1 \| 2 \| 3 \| \| \| - \| \| --------------------------------------------------------------------------- \| --- \| --- \| --- \| \| \| 1 \| \| Marion Bartoli Galina Voskoboeva \| 6 0 \| 6 3 \| \| \| \| 2 \| \| Alizé Cornet Jaroslava Švedova \| 6 2 \| 3 6 \| 2 6 \| \| \| 3 \| \| Marion Bartoli Jaroslava Švedova \| 6 4 \| 6 3 \| \| \| \| 4 \| \| Alizé Cornet Ksenija Pervak \| 6 3 \| 6 1 \| \| \| \| 5 \| \| Caroline Garcia / Kristina Mladenovic Sesil Karatančeva / Galina Voskoboeva \| 6 2 \| 7 5 \| \| \| |                                                                                     |                                                                                     |              |     |     |  |
| |                                                                                     |                                                                                     | 1            | 2   | 3   |  |
| 1 | Francia (bandiera) · Kazakistan (bandiera)                                          | Marion Bartoli Galina Voskoboeva                                                    | 6 0          | 6 3 |     |  |
| 2 | Francia (bandiera) · Kazakistan (bandiera)                                          | Alizé Cornet Jaroslava Švedova                                                      | 6 2          | 3 6 | 2 6 |  |
| 3 | Francia (bandiera) · Kazakistan (bandiera)                                          | Marion Bartoli Jaroslava Švedova                                                    | 6 4          | 6 3 |     |  |
| 4 | Francia (bandiera) · Kazakistan (bandiera)                                          | Alizé Cornet Ksenija Pervak                                                         | 6 3          | 6 1 |     |  |
| 5 | Francia (bandiera) · Kazakistan (bandiera)                                          | Caroline Garcia / Kristina Mladenovic Sesil Karatančeva / Galina Voskoboeva         | 6 2          | 7 5 |     |  |

### Argentina vs. Gran Bretagna
| Argentina 3 | Estadio Mary Terán de Weiss, Buenos Aires, Argentina 20-21 aprile 2013 Terra rossa (outdoor) | Estadio Mary Terán de Weiss, Buenos Aires, Argentina 20-21 aprile 2013 Terra rossa (outdoor) | Gran Bretagna 1 |     |     |             |
| \| \| \| \| 1 \| 2 \| 3 \| \| \| - \| \| ------------------------------------------------------------- \| --- \| --- \| --- \| ----------- \| \| 1 \| \| Paula Ormaechea Johanna Konta \| 6 3 \| 6 2 \| \| \| \| 2 \| \| Florencia Molinero Laura Robson \| 1 6 \| 1 6 \| \| \| \| 3 \| \| Paula Ormaechea Laura Robson \| 6 4 \| 4 6 \| 6 2 \| \| \| 4 \| \| María Irigoyen Elena Baltacha \| 7 5 \| 3 6 \| 6 1 \| \| \| 5 \| \| Mailen Auroux / María Irigoyen Anne Keothavong / Laura Robson \| \| \| \| non giocato \| |                                                                                              |                                                                                              |                 |     |     |             |
| |                                                                                              |                                                                                              | 1               | 2   | 3   |             |
| 1 | Argentina (bandiera) · Gran Bretagna (bandiera)                                              | Paula Ormaechea Johanna Konta                                                                | 6 3             | 6 2 |     |             |
| 2 | Argentina (bandiera) · Gran Bretagna (bandiera)                                              | Florencia Molinero Laura Robson                                                              | 1 6             | 1 6 |     |             |
| 3 | Argentina (bandiera) · Gran Bretagna (bandiera)                                              | Paula Ormaechea Laura Robson                                                                 | 6 4             | 4 6 | 6 2 |             |
| 4 | Argentina (bandiera) · Gran Bretagna (bandiera)                                              | María Irigoyen Elena Baltacha                                                                | 7 5             | 3 6 | 6 1 |             |
| 5 | Argentina (bandiera) · Gran Bretagna (bandiera)                                              | Mailen Auroux / María Irigoyen Anne Keothavong / Laura Robson                                |                 |     |     | non giocato |

### Ucraina vs. Canada
| Ucraina 2 | Sport Club Meridian, Kiev, Ucraina 20-21 aprile 2013 Terra rossa (indoor) | Sport Club Meridian, Kiev, Ucraina 20-21 aprile 2013 Terra rossa (indoor) | Canada 3 |      |     |  |
| \| \| \| \| 1 \| 2 \| 3 \| \| \| - \| \| ----------------------------------------------------------------- \| ---- \| ---- \| --- \| \| \| 1 \| \| Elina Svitolina Eugenie Bouchard \| 68 7 \| 6 3 \| 6 2 \| \| \| 2 \| \| Lesja Curenko Sharon Fichman \| 65 7 \| 6 2 \| 3 6 \| \| \| 3 \| \| Lesja Curenko Eugenie Bouchard \| 4 6 \| 5 7 \| \| \| \| 4 \| \| Elina Svitolina Sharon Fichman \| 6 4 \| 7 64 \| \| \| \| 5 \| \| Elina Svitolina / Lesja Curenko Eugenie Bouchard / Sharon Fichman \| 4 6 \| 3 6 \| \| \| |                                                                           |                                                                           |          |      |     |  |
| |                                                                           |                                                                           | 1        | 2    | 3   |  |
| 1 | Ucraina (bandiera) · Canada (bandiera)                                    | Elina Svitolina Eugenie Bouchard                                          | 68 7     | 6 3  | 6 2 |  |
| 2 | Ucraina (bandiera) · Canada (bandiera)                                    | Lesja Curenko Sharon Fichman                                              | 65 7     | 6 2  | 3 6 |  |
| 3 | Ucraina (bandiera) · Canada (bandiera)                                    | Lesja Curenko Eugenie Bouchard                                            | 4 6      | 5 7  |     |  |
| 4 | Ucraina (bandiera) · Canada (bandiera)                                    | Elina Svitolina Sharon Fichman                                            | 6 4      | 7 64 |     |  |
| 5 | Ucraina (bandiera) · Canada (bandiera)                                    | Elina Svitolina / Lesja Curenko Eugenie Bouchard / Sharon Fichman         | 4 6      | 3 6  |     |  |

## Verdetti
- Promosse nel Gruppo Mondiale II 2014:
- Retrocesse nei gruppi zonali: